# Pseudobalistes
Pseudobalistes es un género de peces de la familia Balistidae, del orden Tetraodontiformes. Este género marino fue descrito científicamente en 1865 por Pieter Bleeker.

## Especies
Especies reconocidas del género:
- Pseudobalistes flavomarginatus Rüppell, 1829
- Pseudobalistes fuscus (Bloch & J. G. Schneider, 1801)
- Pseudobalistes naufragium D. S. Jordan & Starks, 1895